# Richard Blumenthal
Richard Blumenthal (New York, 13 februari 1946) is een Amerikaans politicus van de Democratische Partij. Hij is sinds 2011 senator voor Connecticut, daarvoor was hij de procureur-generaal van Connecticut van 1991 tot 2011.

## Leven en loopbaan
Blumenthals ouders Jane Rosenstock en Martin A. Blumenthal waren als Joodse immigranten uit Duitsland naar de Verenigde Staten geëmigreerd. Blumenthal studeerde na zijn middelbare studies rechtswetenschappen aan Harvard College, Trinity College Cambridge en Yale Law School. Hierna diende hij jarenlang in de United States Marine Corps Reserve. Van 1977 tot 1981 was Blumenthal openbaar aanklager bij de federale rechtbank voor Connecticut. Blumenthal werkte daarna als advocaat bij het advocatenbureau Cummings & Lockwood.
Van 1984 tot 1987 was Blumenthal lid van het Huis van Afgevaardigden van Connecticut. Van 1987 tot 1991 was hij de opvolger van Anthony D. Truglia in de Senaat van Connecticut. Van 1991 tot 2011 diende hij als procureur-generaal van de staat Connecticut.
Op 2 november 2010 werd hij, als opvolger van zijn partijgenoot Chris Dodd, die geen kandidaat was voor herverkiezing, senator van de Verenigde Staten.
Blumenthal woont samen met zijn gezin in Stamford (Connecticut).
Alabama: Tuberville (R) · Britt (R)
Alaska: Murkowski (R) · Sullivan (R)
Arizona: Kelly (D) · Gallego (D)
Arkansas: Boozman (R) · Cotton (R)
Californië: Padilla (D) · Schiff (D)
Colorado: Bennet (D) · Hickenlooper (D)
Connecticut: Blumenthal (D) · Murphy (D)
Delaware: Coons (D) · Blunt Rochester (D)
Florida: R. Scott (R) · Moody (R)
Georgia: Ossoff (D) · Warnock (D)
Hawaï: Schatz (D) · Hirono (D)
Idaho: Crapo (R) · Risch (R)
Illinois: Durbin (D) · Duckworth (D)
Indiana: Young (R) · Banks (R)
Iowa: Grassley (R) · Ernst (R)
Kansas: Moran (R) · Marshall (R)
Kentucky: McConnell (R) · Paul (R)
Louisiana: Cassidy (R) · Kennedy (R)
Maine: Collins (R) · King (O)
Maryland: Van Hollen (D) · Alsobrooks (D)
Massachusetts: Warren (D) · Markey (D)
Michigan: Peters (D) · Slotkin (D)
Minnesota: Klobuchar (D) · Smith (D)
Mississippi: Wicker (R) · Hyde-Smith (R)
Missouri: Hawley (R) · Schmitt (R)
Montana: Daines (R) · Sheehy (R)
Nebraska: Fischer (R) · Ricketts (R)
Nevada: Cortez Masto (D) · Rosen (D)
New Hampshire: Shaheen (D) · Hassan (D)
New Jersey: Booker (D) · Kim (D)
New Mexico: Heinrich (D) · Luján (D)
New York: Schumer (D) · Gillibrand (D)
North Carolina: Tillis (R) · Budd (R)
North Dakota: Hoeven (R) · Cramer (R)
Ohio: Moreno (R) · Husted (R)
Oklahoma: Lankford (R) · Mullin (R)
Oregon: Wyden (D) · Merkley (D)
Pennsylvania: Fetterman (D) · McCormick (R)
Rhode Island: Reed (D) · Whitehouse (D)
South Carolina: Graham (R) · T. Scott (R)
South Dakota: Thune (R) · Rounds (R)
Tennessee: Blackburn (R) · Hagerty (R)
Texas: Cornyn (R) · Cruz (R)
Utah: Lee (R) · Curtis (R)
Vermont: Sanders (O) · Welch (D)
Virginia: Warner (D) · Kaine (D)
Washington: Murray (D) · Cantwell (D)
West Virginia: Moore Capito (R) · Justice (R)
Wisconsin: Johnson (R) · Baldwin (D)
Wyoming: Barrasso (R) · Lummis (R)
(D): Democraat · (R): Republikein · (O): Onafhankelijk
- International Standard Name Identifier: 0000 0000 4501 946X
- Library of Congress Control Number: no2002047034
- SNAC: w62263k8
- Biographical Directory of the United States Congress: B001277
- Virtual International Authority File: 78446731
- WorldCat: E39PBJtgXWHMmfvGVf9rXFPRKd